# Pays du Ruffécois
Le pays du Ruffécois est un Pôle d'équilibre territorial et rural et anciennement un des six pays du département de la Charente. Il est situé au Nord du département, la ville de Mansle en est le centre mais son nom lui vient de la ville de Ruffec, plus au Nord. 

## Géographie
Ce territoire, à la frontière de la Viennes et des Deux-Sèvres, se compose de 83 communes et deux communautés de communes (Cœur de Charente et Val de Charente). Celui-ci s'étend jusqu'aux alentours de Vars, tout près d'Angoulême.

## Entité administrative
Le 1er janvier 2015, le syndicat mixte fermé du Pays du Ruffécois est devenu un Pôle d'équilibre territorial et rural, le Pôle d’équilibre territorial et rural du Pays du Ruffécois, par l'arrêté préfectoral du 19 décembre 2014. Ses statuts ont été officialisés par l'arrêté préfectoral du 1er septembre 2015.

### Présidence
| Période                                  | Période  | Identité       | Étiquette | Qualité                                               |
| ---------------------------------------- | -------- | -------------- | --------- | ----------------------------------------------------- |
|                                          | 2014     | Michel Harmand |           | Maire de Mansle, Président de la CdC du pays manslois |
| 2014                                     | En cours |                |           | Maire de Theil-Rabier                                 |
| Les données manquantes sont à compléter. |          |                |           |                                                       |

## Tourisme
Le Pays du Ruffécois est un seul et même territoire touristique. Ses bureaux d'informations touristiques se situent sur les communes de Mansle et de Ruffec. Celui-ci a été renommé en 2021 en tant que Nord Charente. Une offre touristique variée peut y être trouvée, que ce soit en matière d'hébergements, de restauration, de sites de visite et de loisirs ou encore de producteurs et artisans. Les villages phare du Nord-Charente sont Verteuil-sur-Charente, Nanteuil-en-Vallée et Tusson. 

### Patrimoine
Le Nord Charente est riche de son histoire et de son patrimoine. En effet, on y retrouve différents vestiges de l'époque Néolithique, romane ou encore Gauloise. De plus, celle-ci est étoffée par le petit patrimoine de ce territoire, avec ses maisons charentaises, son architecture typique dans certains villages, comme à Tusson, ou encore par sa nature.

#### Le Néolithique
L'ensemble du Nord-Charente concentre de nombreux vestiges de l'époque Néolithique. On y compte une dizaine de sites néolithiques, dont l'un des plus grands mégalithes d'Europe à Tusson, nommé le Tumulus Géant. D'autres vestiges y sont aussi à découvrir, notamment autour des communes de Fontenille et Ligné. En 2022, des "Pauses Néo", organisées par les deux communautés de communes ont permis de mettre en valeur ce patrimoine tout au long de l'été. Ceci, appuyé par des expositions, des visites de chantiers de fouilles ou encore des événements comme Néodyssée. Enfin, un livret "A la découverte du Néolithique en famille", est disponible dans les bureaux d'informations touristiques. Ce livret pédagogique explique, aussi bien aux enfants qu'aux parents, les caractéristiques du Néolithique en Nord Charente.

#### L'architecture romane
À l'époque romane, le territoire du Nord Charente, comme beaucoup d'autres, était couvert de sites fortifiés. Malheureusement, peu d'entre eux sont parvenus jusqu'à nous : Castrum d'Andone à Villejoubert (IXe – Xe siècle), mottes castrales des XIe – XIIe siècle (Château-Renaud, ...), châteaux de Montignac-Charente, Tourriers, ... 
En ce qui concerne les églises, on peut distinguer quatre grandes catégories selon leur plan : Les rectangulaires, les plus allongées ou encore les croix latines et les plans plus sophistiqués. 
Le nord Charente en présente une grande diversité et constitue de ce fait un territoire intéressant pour apprécier l'inventivité et l'originalité de certains édifices romans. Bien que partagé en deux par les évêchés de Poitiers (au Nord), et d'Angoulême (au Sud), suivant la ligne de Aigre-Fontenille-Saint-gourson, le secteur de la nouvelle Aquitaine se trouvait réuni sous l'unique domination des comptes d'Angoulême depuis au moins 1030. 
Depuis 2020, des "Pauses Romanes", organisées par les deux communautés de communes, permettent de mettre en valeur le patrimoine roman au cours de l'été. Ceci, enrichi par différentes manifestations ou expositions. Un livret collector est aussi accessible à l'Office de tourisme pour permettre aux visiteurs, touristiques comme locaux, de collectionner les fiches explicatives des différents édifices romans du Nord Charente.

#### Le patrimoine naturel
Le Nord Charente est aussi un territoire qui se distingue par sa nature. En effet, celui-ci est d'abord traversé par le Fleuve Charente, du Nord au Sud. Plusieurs balades y sont possibles le long du fleuve, ou même directement sur celui-ci, grâce aux quatre bases canoë du territoire. 
De plus, on remarque que cette campagne rassemble à elle seule les différents paysages de Charente :
- les vallées dans l'Est, près de Nanteuil-en-Vallée ;
- les vignes dans l'Ouest, à Verdille ou Aigre ;
- les forêts dans le Sud, à Saint-Amant-De-Boixe ;
- les plaines dans le centre du côté de Tusson.

En outre, de nombreux jardins, communaux ou touristiques sont accessibles par les visiteurs. Chacun mettant en valeur une thématique différente, comme l'artisanat à Ruffec, les Fuschias à Mansle, l'Antiquité à Paizay-Naudouin-Embourie, les cinq sens à Montjean ou encore l'art à Saint-Fraigne.
Enfin, on compte 13 de ces communes à être labellisées Villes et Villages Fleuris. Ceci mettant alors en avant les différentes actions mises en faveur de l'environnement.